# Palestrina
Palestrina (latinsky Praeneste) je město v italské provincii Řím v regionu Lazio. Nachází se asi 35 kilometrů na východ od Říma, s nímž ho spojovala římská cesta via Praenestina. Žije zde přibližně 22 tisíc obyvatel. Pochází odtud hudební skladatel Giovanni Pierluigi da Palestrina.